# Бжезьно (Конінський повіт)
Бжезьно (пол. Brzeźno) — село в Польщі, у гміні Кшимув Конінського повіту Великопольського воєводства.
Населення — 2118 осіб (2011).
У 1975-1998 роках село належало до Конінського воєводства.

## Демографія
Демографічна структура станом на 31 березня 2011 року:
|          | Загалом | Допрацездатний вік | Працездатний вік | Постпрацездатний вік |
| -------- | ------- | ------------------ | ---------------- | -------------------- |
| Чоловіки | 998     | 215                | 713              | 70                   |
| Жінки    | 1120    | 265                | 668              | 187                  |
| Разом    | 2118    | 480                | 1381             | 257                  |